# Пуке (гора)
Пуке (другие названия — Сингави и гора Схаутена) (фр. Mont Puke, Mont Singavi, Mont Schouten) — гора, наибольшая вершина острова Футуна архипелага Хорн, расположенных на территории островов Уоллис и Футуна во Французской Полинезии (Заморские владения Франции). Высота — 524 м.
Пуке находится примерно в 1,5 км от северного побережья острова. Окружена горами Калуфатуфату (473 м) и Кофуа (503 м) с запада, горой Малагуа (459 м) — с юго-востока.